# Batak (Bulgarie)
Pour les articles homonymes, voir Batak.
Batak (bɐˈtak, en bulgare Батак) est une ville de Bulgarie méridionale, située dans l'oblast de Pazardžik. Elle est située près de la ville de Peštera et est le centre administratif de l'obština de Batak.

## Géographie

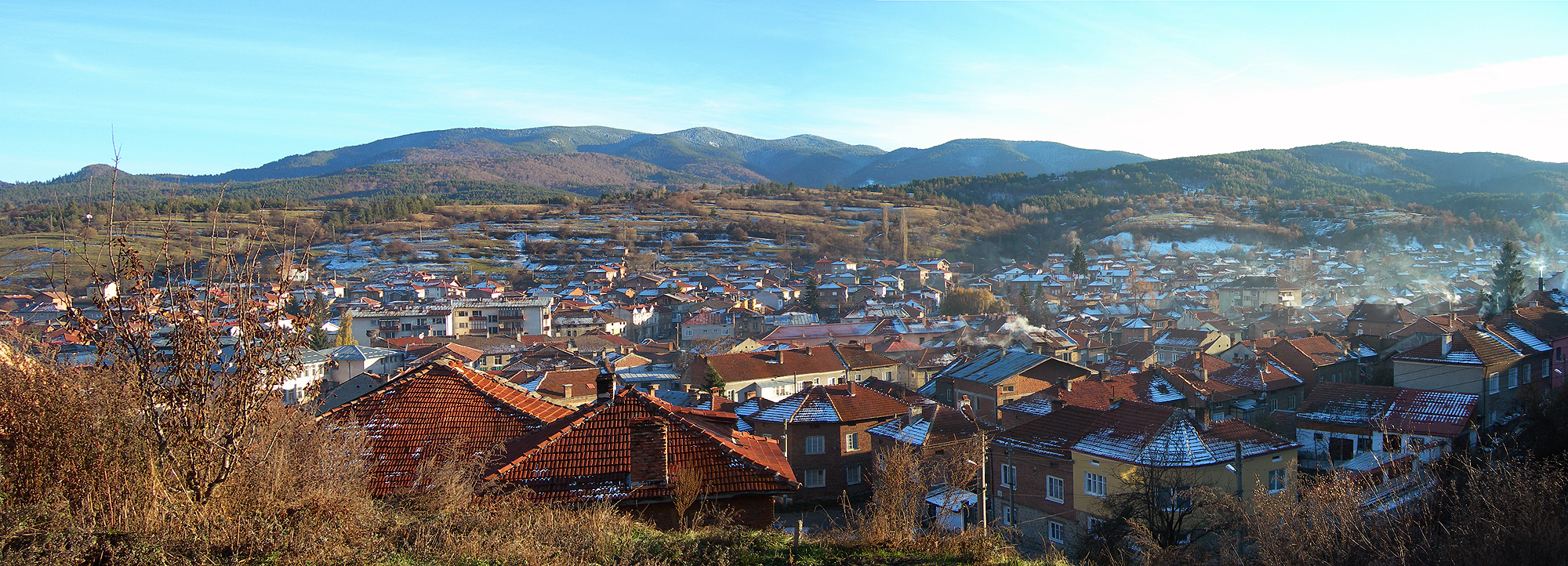
Panorama de Batak

La ville et l'obština de Batak sont situées dans les Rhodopes occidentales. 90 % du territoire de l'obština est constitué de forêts.
Batak est situé à 1 036 m d'altitude, dans la vallée de la Stara reka, sur les deux rives du cours d'eau. La ville est entourée de tous les côtés de collines (100 à 200 m au-dessus du niveau de la ville), au-dessus desquelles se dressent les sommets de la montagne de Batak (Баташка планина, Bataška planina), limitée à l'ouest par la rivière Čepinska reka (Чепинска река) ou Čepinska Bistrica (en turc Eli dere), au sud par la rivière de Dospat (Доспатска река, Dospatska reka) et le lac de barrage de Batak, à l'est par la rivière Văča (Въча), et au nord par la plaine de Thrace. Les grandes villes les plus proches sont Pazardžik et Plovdiv.
Le climat de Batak est de type climat continental modéré. À cause de sa situation, la ville est protégée de l'influence des vents forts. La température moyenne annuelle est d'environ 10 °C. L'automne et hiver y sont relativement chauds, car assez ensoleillés. Un phénomène caractéristique de la région est le vent du sud, que la population locale appelle « vent blanc » (бял вятър, bjal vjatăr). L'hiver est accompagné de chutes de neige abondantes, jusqu'à 63 cm en ville et jusqu'à 150 cm dans les montagnes. L'été est frais et agréable : il a fait la réputation de Batak et de sa région comme lieu de villégiature.

## Histoire

### Antiquité

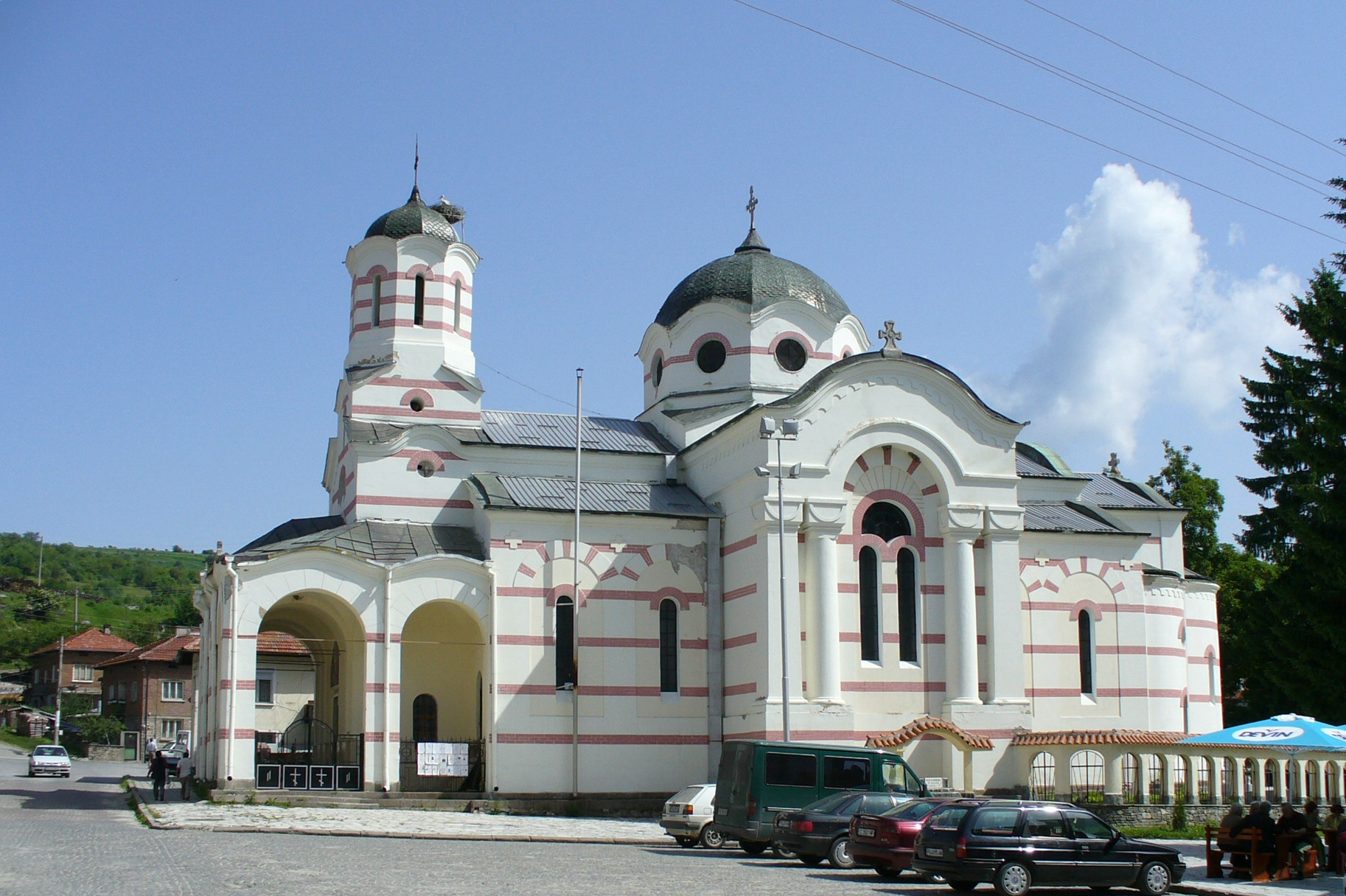
Église à Batak

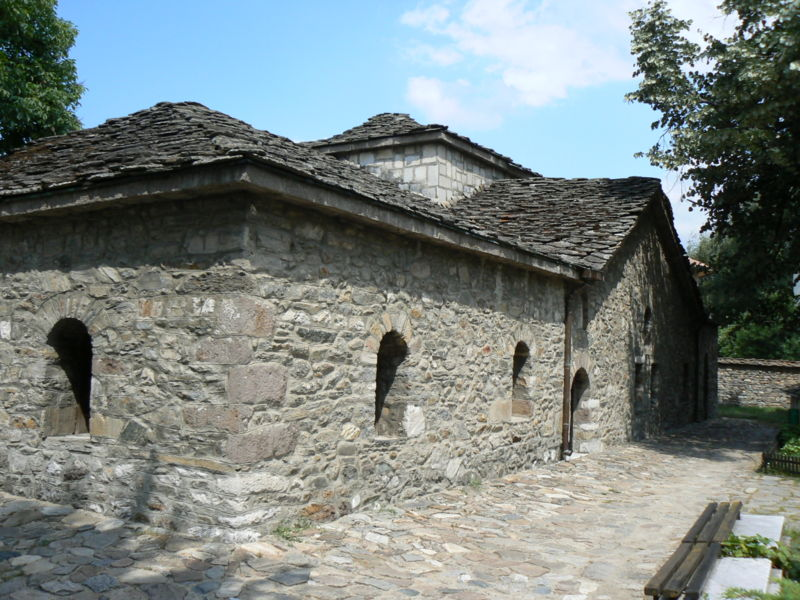
Église Sveta Nedelja à Batak

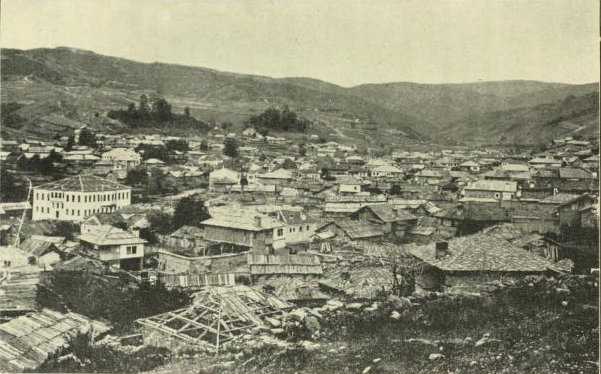
Batak au XIXe siècle

De nombreux témoignages archéologiques très anciens existent dans la région de Batak. Des vestiges paléolithiques ont été découverts en 1958. Des outils, et autres artefacts comme des récipients de céramique et des objets décoratifs, de même que des os de rhinocéros ont été trouvés, qui montrent que le climat était plus chaud à l'ère quaternaire. Pendant l'époque hellénistique et sous l'Empire romain, Batak fut habité par la tribu thrace des Bessi. Aux VIe et VIIe siècles, les Slaves s'installèrent dans les Rhodopes. À l'époque de Khan Krum, la frontière du royaume bulgare avec l'Empire byzantin passait au sud de Batak. À la fin du XIVe siècle, les Rhodopes furent occupées par les Ottomans. De cette riche histoire demeurent une vingtaine de sites archéologiques dans la région : tumuli thraces, ponts romains, forteresses, églises et monastères byzantins et slaves, mais aussi mines, moulins et autres bâtiments.

### Origines de la localité et histoire médiévale
L'origine de Batak est inconnue, faute de documents historiques. L'ancienne théorie selon laquelle le village a été créé par des Bulgares fuyant les conversions forcées à l'islam imposées par les Ottomans au XVIe siècle dans la vallée de Čepino est aujourd'hui abandonnée, car le village est manifestement beaucoup plus ancien, même si le toponyme n'apparaît pour la première fois qu'au XVIe siècle. L'étymologie du toponyme Batak est incertaine et pourrait venir du nom d'un chef slave, Batoj. En tout cas, il est certain que le nom est d'origine slave et non turc, comme le pensent certains auteurs.

### Époque ottomane

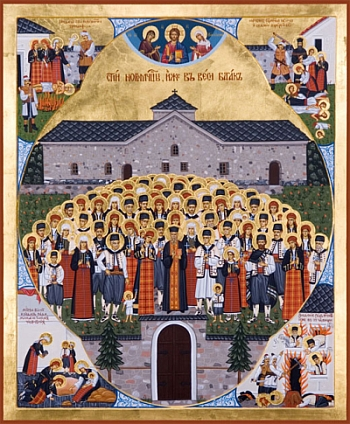
Nouveaux martyrs de Batak,Icône

Pendant les cinq siècles de la domination ottomane, de nombreux haïdouks de la région de Batak organisèrent des expéditions punitives pour l'oppression subie par les Bulgares : Strahil Vojvoda, Deli Aršenko Pajaka, Gola Voda, Todor Bančev, Bejko, Janko Kavlakov, Mitjo Vrančev, etc. De cette époque sont restés des toponymes évoquant ces insurgés et de nombreuses légendes : Hajduška skala (« rocher du haïdouk »), Hajduška poljana (« clairière du haïdouk »), Hajduško kladenče (« puits du haïdouk »), Sablen vrăh (« pic du sabre »), Kărvav čučur (« jaillissement sanglant »).
Le travail sur bois, le commerce et les auberges se développèrent à Batak pendant la Renaissance bulgare. La prospérité de la population, jusqu'à aujourd'hui majoritairement orthodoxe, induisit le développement du système éducatif : une école (Saints Cyrille et Méthode) fut construite en 1835. L'église Sveta Nedelja fut construite en 1813. Batak est le lieu de naissance de nombreuses personnalités de la Renaissance bulgare tels l'archimandrite Josif ou l'higoumène Nikifor et d'autres encore, qui travaillèrent au monastère de Rila. Le village a également donné naissance à des hommes de lettres connus en Bulgarie tels Georgi Busilin et Dragan Mančov.

### Insurrection d'avril 1876 et massacre de Batak
La population de Batak prit part à l'insurrection bulgare d'avril 1876. Les habitants s'insurgèrent le 22 avril sous la direction du voïvode Petăr Goranov. Le 30 avril, le village fut encerclé par des unités de l'armée ottomane régulière, ainsi que par des unités de mercenaires, les bachi-bouzouk. Les combats durèrent cinq ans. Le dernier refuge des insurgés fut l'église Sveta Nedelja.
Cinq mille personnes furent tuées pendant ce massacre, et le village fut incendié. La nouvelle du massacre fit le tour du monde. La réaction internationale créa une atmosphère favorable à la déclaration de guerre de la Russie à l'Empire ottoman. À l'issue de la Guerre russo-turque de 1877-1878, le 20 janvier 1878, la population accueillit avec enthousiasme les troupes russes. Batak est resté jusqu'à aujourd'hui un lieu de mémoire important de la nation bulgare.

### Insurrection de 1923
La population de Batak participa également à l'insurrection de septembre 1923 en envoyant un détachement armé, qui réussit à mettre de son côté les gardes-frontières de la région de Nevrokop (aujourd'hui Goce Delčev).

### Batak aujourd'hui

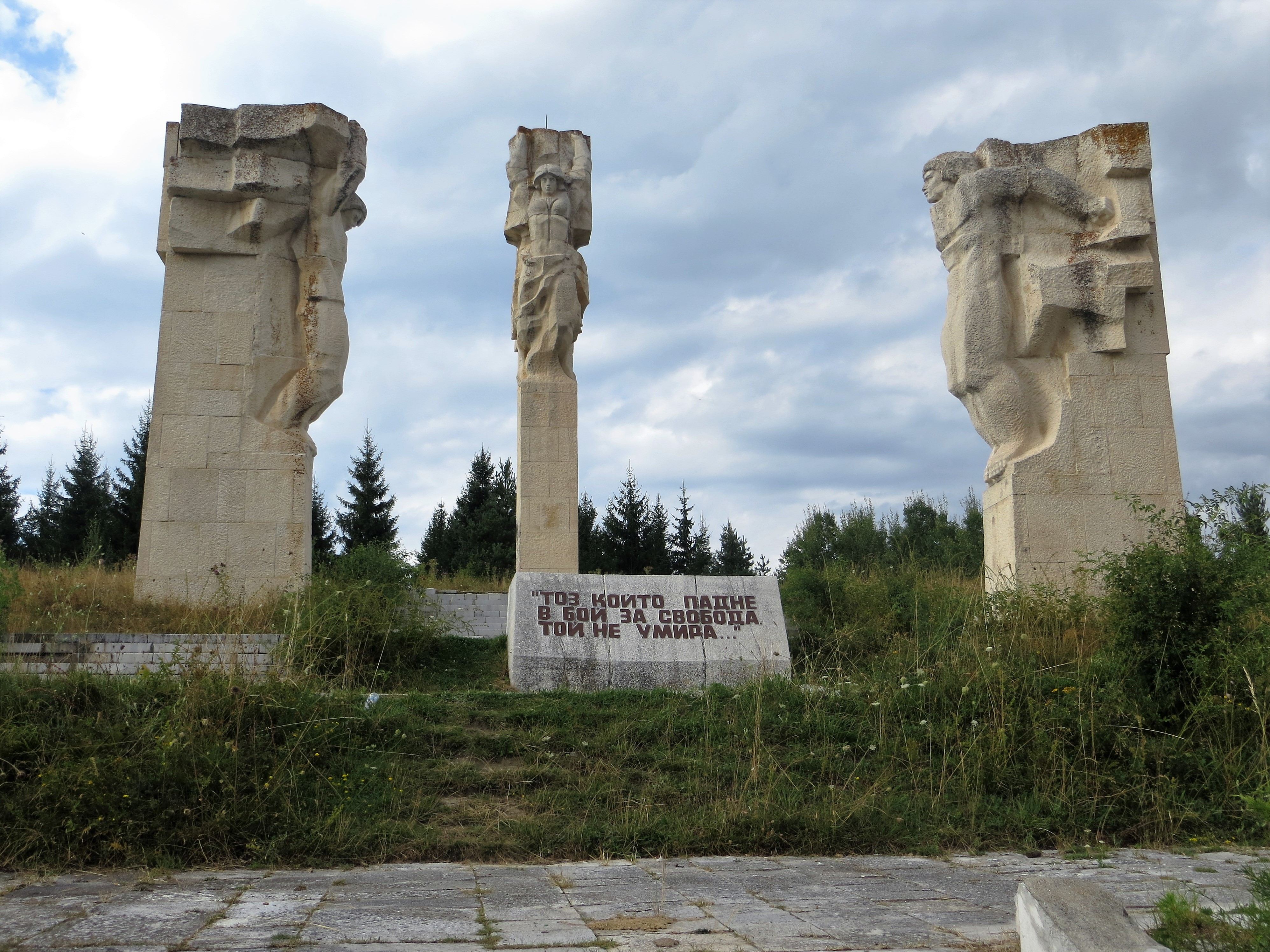
Un monument aux morts pour la liberté

Le Batak d'aujourd'hui est une ville rénovée et agréable, connue pour ses monuments historiques et son centre touristique. Un important complexe hydroélectrique (en bulgare Баташки водносилов път, Bataški vodnosilov păt), comportant cinq barrages et trois stations hydroélectriques, a été construit dans les années 1953–1959. Il s'agissait du plus important chantier des deuxième et troisième plans quinquennaux. Ainsi furent construits les barrages de Vasil Kolarov, Batak, Široka poljana, Beglika et Toškov čark. La première centrale hydroélectrique souterraine de Bulgarie fut également construite à Batak.
De très nombreuses villas et complexes touristiques ont été construits sur les rives du lac de barrage de Batak. Comme dans beaucoup d'autres lieux touristiques de Bulgarie, les constructions sauvages sont nombreuses, dues en particulier aux mécanismes du blanchiment d’argent. Plus de 30 000 touristes bulgares et étrangers passent chaque année leurs vacances dans les complexes touristiques de Batak et de sa région. En particulier, les paysages rhodopéens du Sommet de Batak (en bulgare Баташки снежник, Bataški Snežnik, « sommet enneigé de Batak », 2 082 m) sont très appréciés des randonneurs.

## Utilisation du nom de Batak dans la toponymie antarctique

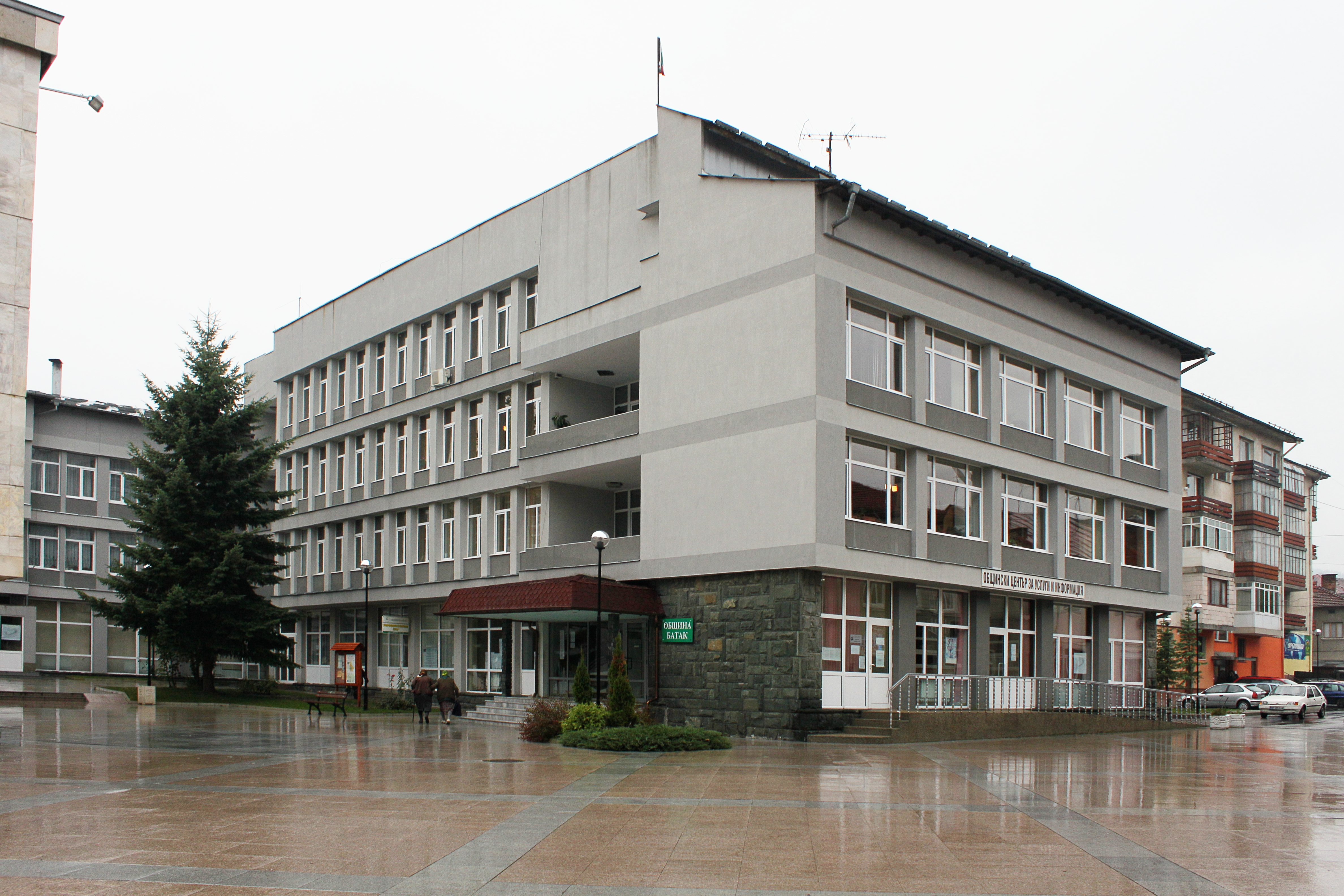
La commune Batak

La Commission bulgare pour les toponymes antarctiques a donné en 2008 le nom de Cap de Batak à un cap situé sur les Îles Shetland du Sud, plus exactement sur l'Île Smith.